# ローズ・パレード

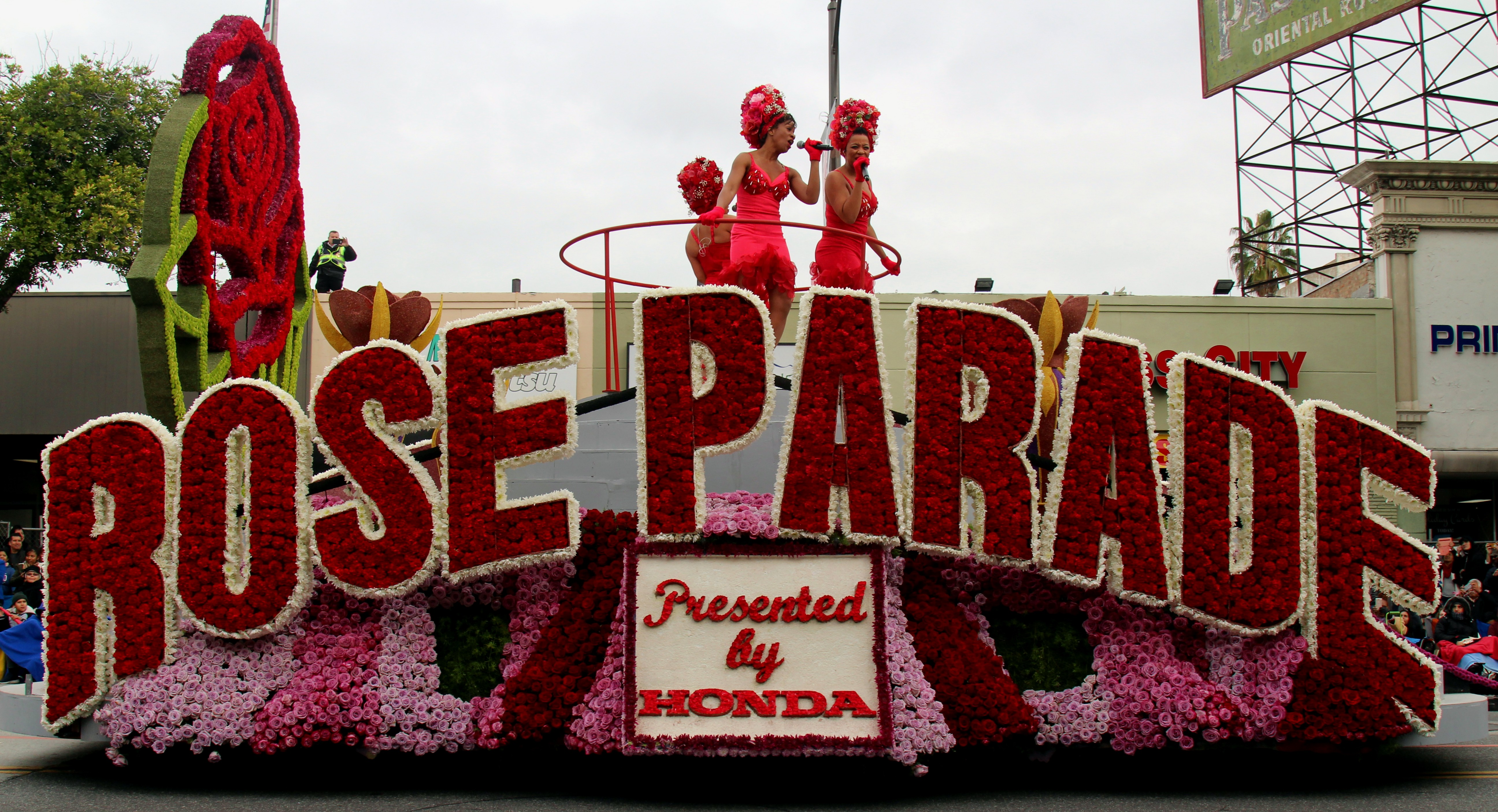
2017

ローズ・パレード (Rose Parade) (伝統的名称トーナメント・オブ・ローズィズ・パレード (Tournament of Roses Parade)、スポンサー名のついた名称ローズ・パレード・プレゼンテッド・バイ・ホンダ (Rose Parade presented by Honda)) は、アメリカ合衆国カリフォルニア州パサデナで毎年行なわれるパレード。新年祝賀行事の1つとして、元日(元日が日曜日の年は翌1月2日月曜日)に行なわれるカレッジフットボールのローズボウルの前にパレードする。花で装飾されたフロート車、マーチングバンド、馬などが登場する。非営利団体Pasadena Tournament of Roses がプロデュースする。
1890年1月1日に開始され、何十万もの人々が沿道で観覧し、全米でテレビ放送されている。世界中200カ国以上で何百万もの人々が視聴しているとされる。1902年、カレッジフットボールのローズボウルが追加され、パレードの資金集めがより容易になった。
2011年より公式名称が「ローズ・パレード・プレゼンテッド・バイ・ホンダ」となった。そのためホンダのフロート車が先頭となり、毎年テーマに沿ったフロート車が後続する。

## 歴史

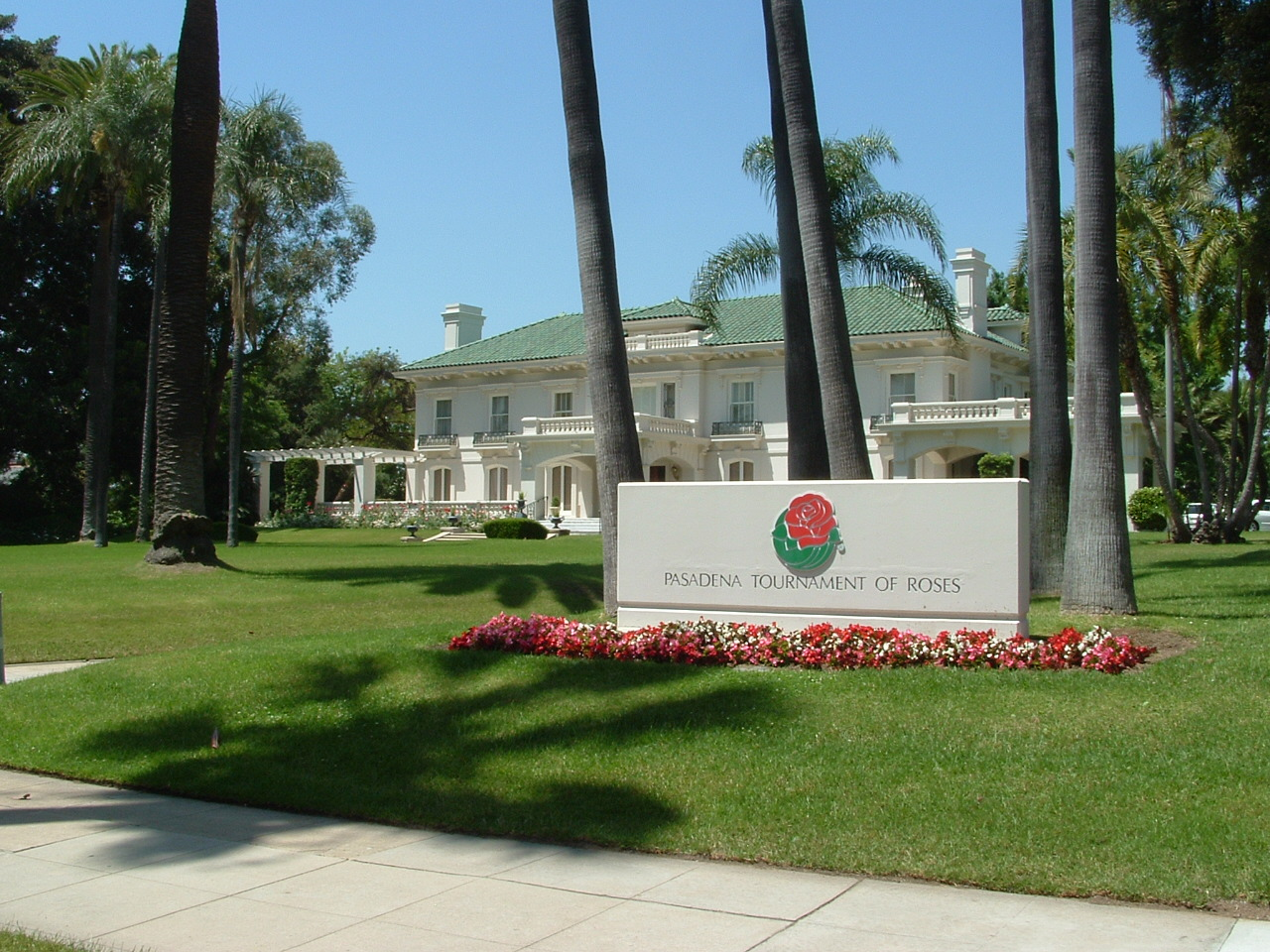
トーナメント・ハウス

1890年、パサデナのヴァレー・ハント・クラブのメンバーがパレードの先頭を切った。それ以降パサデナで、1月1日が日曜の年以外は毎年元日にパレードが行なわれている。1893年、元日が日曜の場合は翌1月2日月曜日に行なわれることに制定された。地元では「試合の勝敗は神のみぞ知る。そのため安息日である日曜にパレードを行なうべきではない。また神はローズ・パレードに雨を降らせない」と言い伝えられている。しかしパレード協会ホームページによると、日曜にパレードを行なわないのは「日曜礼拝中の教会の外に繋がれている馬を驚かせ、礼拝の邪魔をしないため」とされている。以降、日曜にパレードが行なわれたことはない。またカレッジフットボールのローズボウルも日曜に行なわれるNFLとの競合を避けるために日曜に行なわれない。NHLウィンター・クラシックなど、1月1日に行なわれるスポーツは通常このルールを適用している。
ヴァレー・ハント・クラブのメンバーの多くはアメリカ合衆国東部およびアメリカ合衆国中西部の出身であった。彼らはカリフォルニア州の冬季中盤の気候の中でパレードが行なわれることを希望した。会議でチャールズ・フレデリック・ホルダー教授は「ニューヨークでは人々は雪の中にこもっている。ここでは花が咲き、オレンジが実ろうとしている。私たちの楽園を世界中に伝えるために祭を開催しよう」と語った。
そしてヴァレー・ハント・クラブは花で装飾された馬車のパレードを行ない、続いて徒競走、ポロ、綱引きなどが行なわれ、約2,000名の観客が集まった。花で覆われたスコアボードから、教授は「Tournament of Roses (トーナメント・オブ・ローズィズ)」と名付けることを提案した。
数年後、マーチングバンドや自動車によるフロート車が追加された。1895年までにヴァレー・ハント・クラブには手に負えないほどパレードの規模は拡大し、Pasadena Tournament of Roses が組織された。世界的に有名な高等教育機関カリフォルニア工科大学に接続する、1900年の第11回までこれらが行なわれていた広大な場所はTournament Park と名付けられた。その後パレード後の競技にはダチョウ・レース、ブロンコの荒馬乗り、ラクダと象のレースなどが追加された。ちなみに象が勝った。パレードの沿道には観客席が建てられ、アメリカ合衆国東海岸の新聞はこのイベントの告知をするようになった。
ウィリアム・リグレー・ジュニア・カンパニー創立者であるウィリアム・リグリー・ジュニアのイタリアン・ルネッサンス様式の荘厳な大邸宅が、1958年のリグリー夫人の没後、ローズ・パレードの本部とするよう要請された。この建物は「トーナメント・ハウス」と名付けられた。
1902年1月1日、フットボールとの提携が初めて行なわれた。当初「Tournament East-West football game 」(フットボール東西戦、の意)と名付けられていたが、実質的に第1回ローズボウルとされる。しかし第2回は1916年まで行なわれず、以降毎年行なわれるようになった。1923年にローズボウルという名の競技場が建てられてから、競技名も「ローズボウル」となった。
ローズボウルがBCSナショナル・チャンピオンシップ・ゲームとなった2002年と2006年は試合はパレードと同日ではなく、2002年は1月2日、2006年は1月4日に行なわれた。しかしローズボウルの雰囲気や伝統が損なわれたことにより、多くのファンはこれを歓迎しなかった。現在ローズボウルとBCSは別物となり、2010年と2014年はタイトル・ゲームがパサデナで行なわれたが、以降は日程に影響は出ない。

## パレード

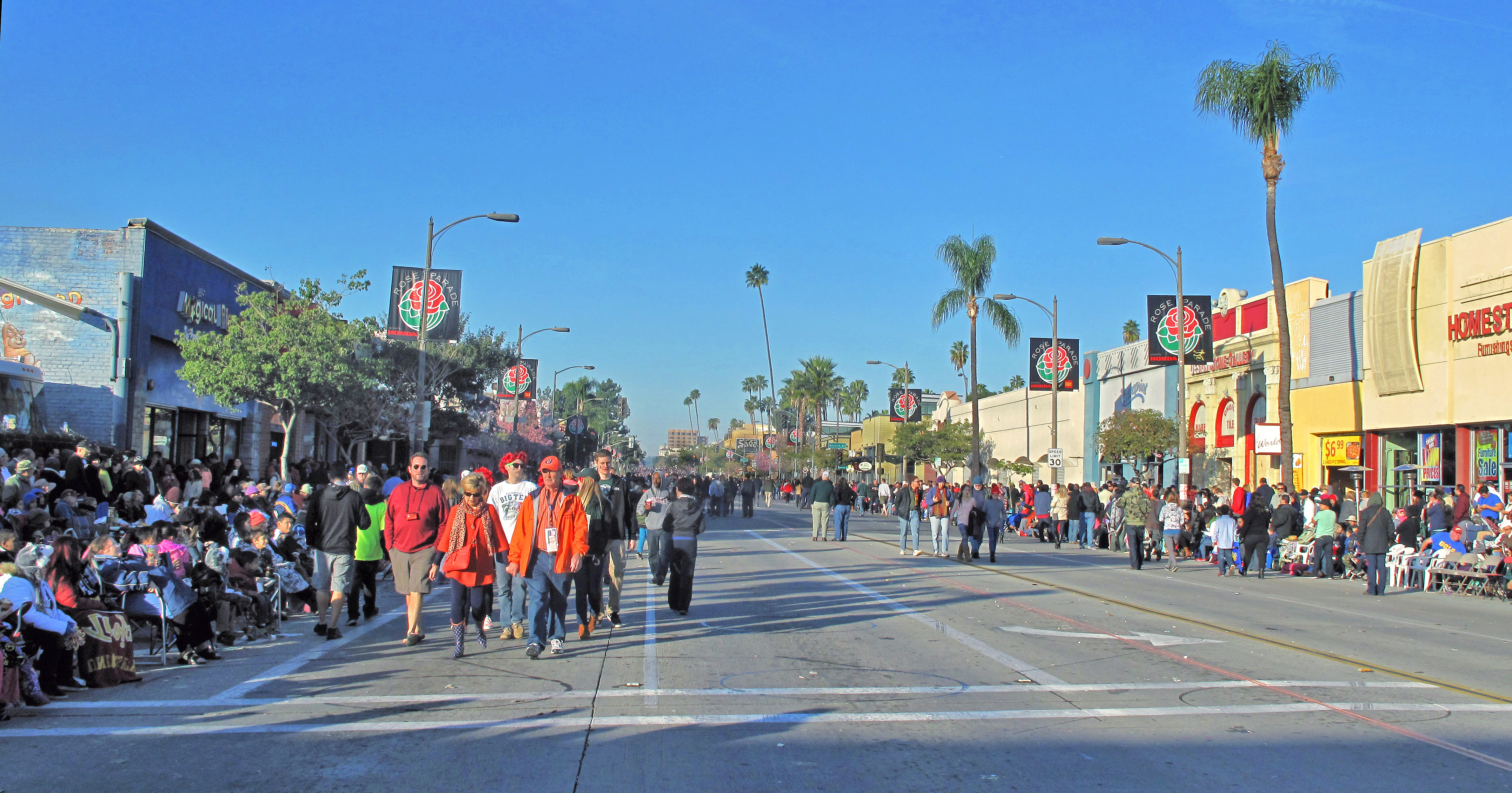
パレード直前のコロラド通り

数十年、パレードはパサデナの主要幹線道路であり、元国道66号線の一部であるコロラド通りを通過している。パレード前日、数多くのフロート車、バンド、馬関連、その他装置のため、オレンジ・グローヴとコロラド通りの交差点南側の近隣の通りは通行止めとなる。この地域は「フォーメーション・エリア」と呼ばれ、フォーメーション・エリア委員会により管理される。
パレード当日朝、多くの装置がトーナメント・ハウス前に集合する。パレードはグリーン通りを出発し、オレンジ・グローヴ通り南を北に向けて進む。コロラド通りではメインの特別観覧席および報道席を通り、東へ進む。シエラ・マドレ通りを北に曲がる。その後フロート車はシエラ・マドレ通りと州間高速道路210号線の陸橋下を通らねばならず、フロート車には高さに制限がある。ヴィクトリー・パークとパサデナ高等学校近くのパロマ通りでパレードは終了する。フロート車はパレード後の午後および翌日に公開される展示広場まで移動を続ける。 パレードの全長は5.5 miles (8.9 km) で、約2時間をかけて進む。

### 近年のパレード
2009年のパレードでは、ジャック・イン・ザ・ボックスのJack-O-Licious 、ミッションビエホのMaking a Splash 、RFD-TV のHee Haw 、ローズビルのEntertaining Dreams for a Century などが新たに出演し、計46台のフロート車が出演した。
2010年のパレードでは、カリフォルニア州リムアにある海軍空港からVFA-22 の操縦士によるF-184機の儀礼飛行で開幕し、世界中で活動する米兵達もパレードに参加した。
2011年のパレードでは、ビバリーヒルズのトーナメント・オブローズィズ委員会、キュナード・ライン、ドール、ロサンゼルス郡消防士福利厚生部によるNever Forget 9/11 “Remember, Reflect, Renew” 、UNO40周年、Messina Wildlife Management 、バンダイナムコゲームス、"Quikrete" Cement & Concrete Products 、"Saving America’s Mustangs Foundation" 、Shriner’s Hospitals For Children などの新しいフロート車が出演した。
2012年のパレードでは、フロート車43台、バンド21団体、馬約400頭、乗馬者18組が出演した。トリはAll American Cowgirl Chicks (乗馬)、Needham B. Broughton High School (バンド)、RFD-TV (フロート車)が務めた。
2013年のパレードでは、フロート車42台、バンド23団体、乗馬者21組が出演した。看護士によるA Healing Place 、Delta Sigma Theta 、カリフォルニア州サン・ゲイブリエル100周年Celebrating Our Journey などの新しいフロート車が出演した。ウェルズ・ファーゴ、アメリカ・ホンダのフロート車、海兵隊カラーガードおよび西海岸混合バンドで開幕した。Farmers Insurance のフロート車Love Float ではラジオ・パーソナリティのシーン・ヴァレンタインが司宰を務めバージニア州チェサピークのカップルであるニコールとジェラルドの結婚式が行なわれた。この2人は全米の一般投票で選ばれた。トリはディズニー・チャンネルのココ・ジョーンズが務めた。
2014年のパレードでは、eHarmony 、K9s4COPS 、Public Storage  (Adventures In Space )、en:Sea WorldSea World など新しい出演を含むフロート車45台が出演した。俳優、監督、作家、プロデューサーのゲイリー・マーシャルがカリフォルニア州バーバンクのフロート車Lights...camera...action! の監督役を務めた。Stella Rosa Wine のフロート車Stellabrate Good Times にはKC and the Sunshine Band が出演した。e-Harmony のフロート車にはナタリー・コールが出演し『This Will Be 』を歌唱した。NBCの『ザ・ヴォイス』のフロート車、ダリル・ホール、ハーレム・グローブトロッターズも初登場した。AIDS Healthcare Foundation のフロート車Living the Dream: Love Is the Best Protection ではカリフォルニア州のオーブリー・ルーツとダニー・ルクレアの結婚式が行なわれた。男性同士の結婚式だったため、ボイコットを求める声もあった。

## フロート車

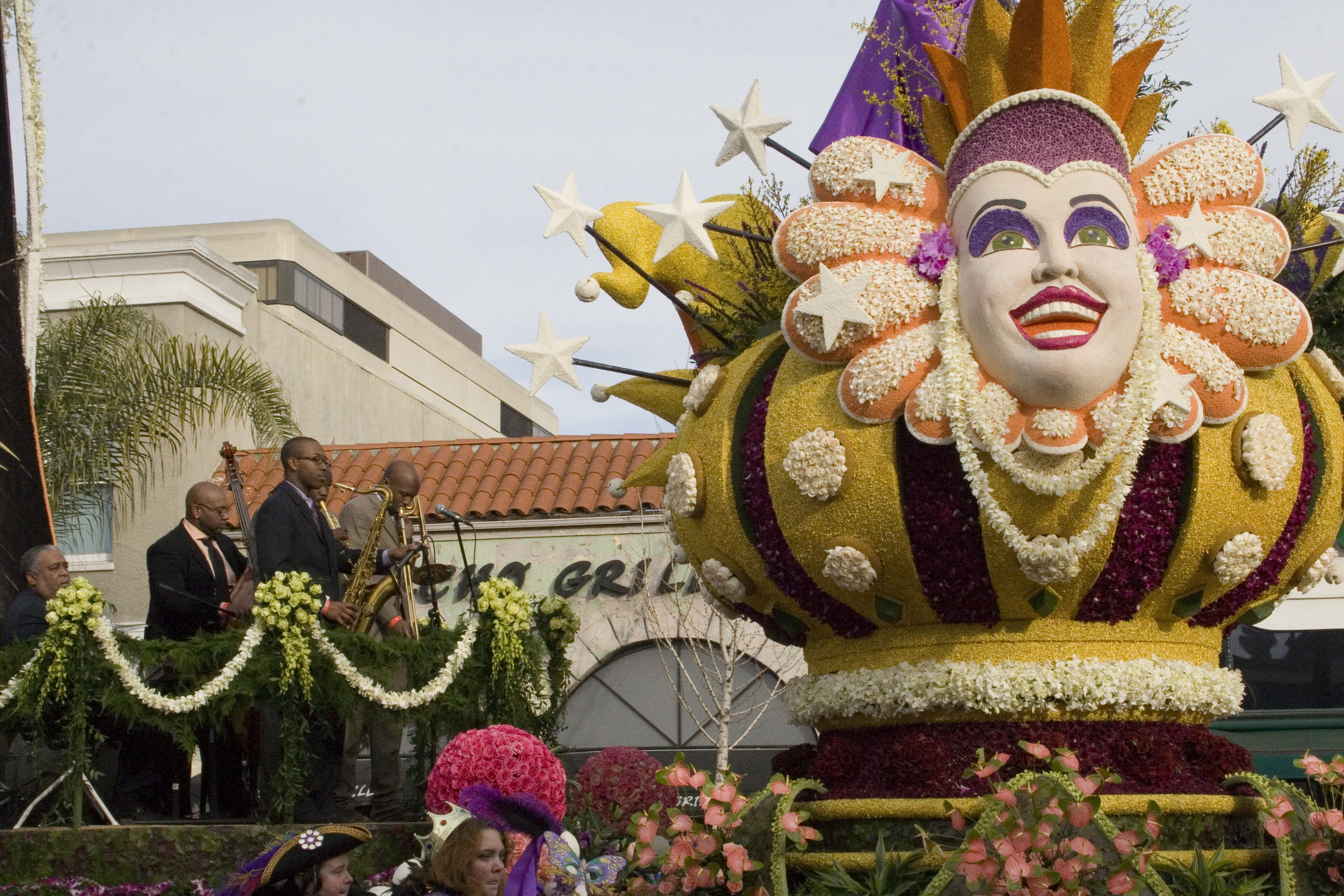
フロート車（2008年出演）

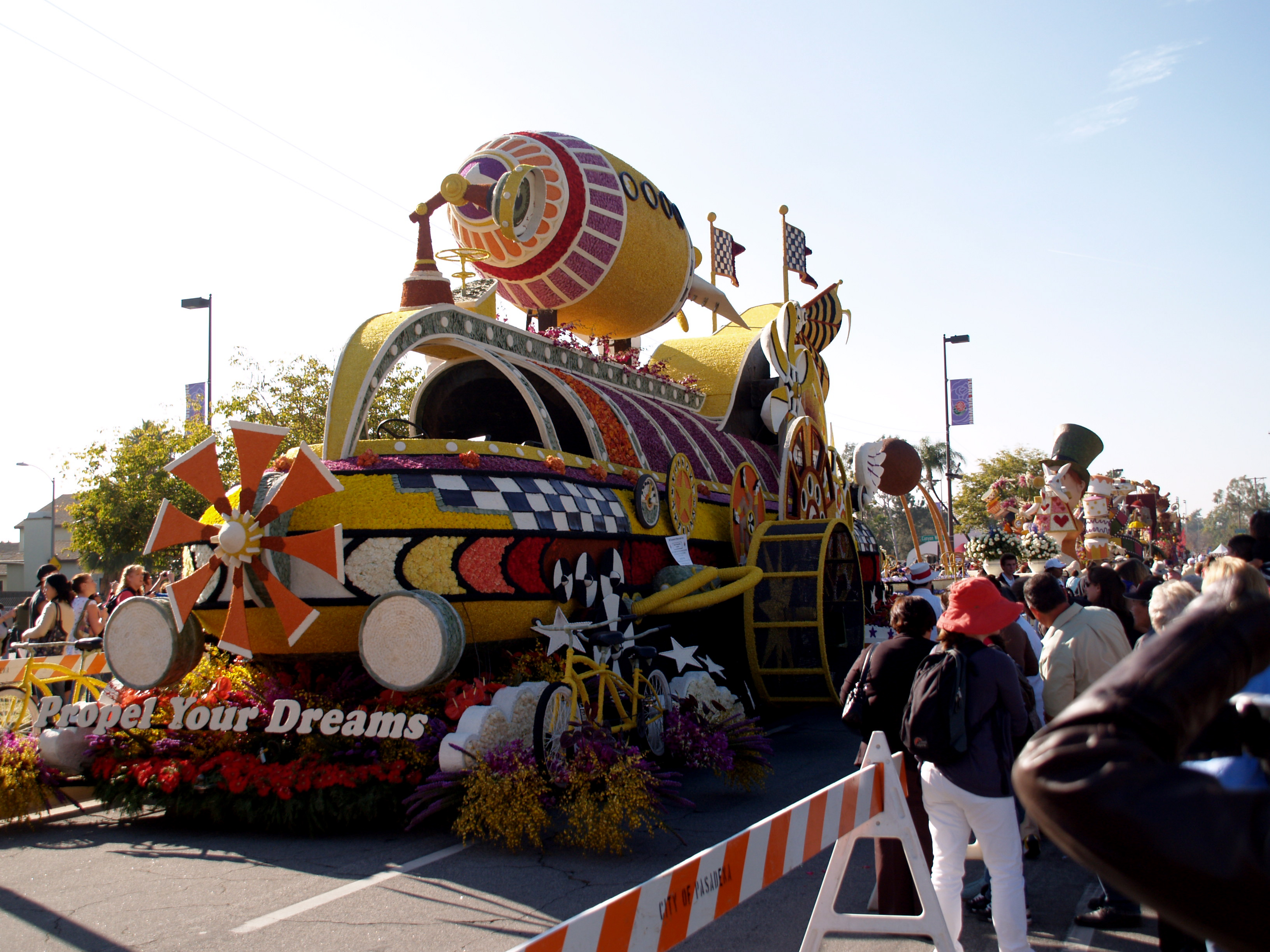
フロート車（2009年出演）

元々は花で装飾された馬車が出演していたが、徐々にボランティアにより製作されたフロート車に変遷していった。現在、多くのフロート車がフロート車製作会社により約1年をかけて製作されている。いくつかのフロート車は今もボランティアにより製作されている。Valley Hunt Club は現在も花で装飾された馬車で出演している。Cal Poly Universities Rose Float は現在も学生ボランティアのみでの製作を行なっている。メイシーズ・サンクスギヴィング・デイ・パレードではプロダクトプレイスメントで提供される新しいトラックが使用されるが、ローズ・パレードでは中古のトラックが使用される。パレードから2〜3日前から、スタート地点近くのウエスト・パサデナのArroyo Seco/ローズ・ボウル・エリアに点在するフロート車庫で花に覆われたフロート車を見ることができる。パレードのルールとして、フロート車の骨組みは花、植物、海草、実、樹皮、野菜、ナッツなど、自然由来の物で覆わなくてはならない。また造花や作り物の植物だけでなく、着色も許可されていない。ぎりぎりの時間までボランティアとして参加できる機会がある。
2008年のパレードではカリフォルニア州アナハイムのフロート車にNHLでアナハイム・ダックスのブラッド・メイが、チームが獲得したスタンレー・カップを持って出演した。規則ではフロート車の外観は全て自然の物で覆わなくてはならないが、ABCのコメンテイターは、このカップは例外とされたのではないかと語った。またロサンゼルス・ドジャースはロサンゼルスとのフランチャイズ50周年記念のフロート車で出演した。
2010年のパレードではボーイ・スカウト100周年記念、在ロサンゼルス・メキシコ総領事館、Safety Harbor Kids のフロート車が出演した。また全長113 foot (34 m)のディック・ヴァン・パタンのNatural Balance Pet Foods はその長さでギネス世界記録となった。カリフォルニア州ウェストコビーナはハクトウワシと第二次世界大戦の戦闘機Red Tails のレプリカ2機、飛行士の絵柄などのついたTuskegee Airmen – A Cut Above のフロート車でservice and commitment of the Tuskegee Airmen をトリビュートした。国内外を問わず、市町村単位での参加団体でウェストコビーナに市長賞が与えられた。アナハイムのフロート車ではエンゼル・スタジアム・オブ・アナハイムで行なわれた2010年のMLBオールスターゲームを装飾し、元MLB選手でピッチャーのマーク・ラングストン、チャック・フィンリー、トロイ・パーシバルおよび二塁手のボビー・グリッチが出演した。
2012年のパレードは1月1日が日曜日だったため、翌1月2日月曜日となった。Loyola Marymount University 100周年記念パレード車、ガール・スカウト100周年記念フロート車What Will You Do Today? を含むフロート車43台が出演した。フロート車製作会社のFiesta Floats はガール・スカウトにデザインを無償提供し、年齢を問わず組織のボランティアがフロート車を装飾した。パラマウント映画100周年記念フロート車100 Years of Movie Magic も出演した。バンダイナムコゲームスがパワーレンジャーで初出演した。他にマイクロソフトのKinectによるYou are the Controller、Kit-Cat Klock によるTimeless Fun for Everyone も出演した。
フロート車は毎年3人の審査員により24部門の賞が授与されていた。2013年の審査員はフラワー・デザイナーのシェーン・コノリー、メイシーズのマーケティング管理者でイベント・プロデューサーのエイミー・クル、Descanso Gardens 重役ブライアン・サリヴァンが務めた。ホンダがメインのスポンサーとなってからは審査は行なわれなくなった。
パレード後のフロート車はヴィクトリー・パーク近くのシエラ・マドレ通りとワシントン通りに駐車され、1日半(1月1日が金曜日の場合は2日半)展示される。ただし展示中は出演者はいない。観覧料は10ドル、子供は無料である。

## 馬

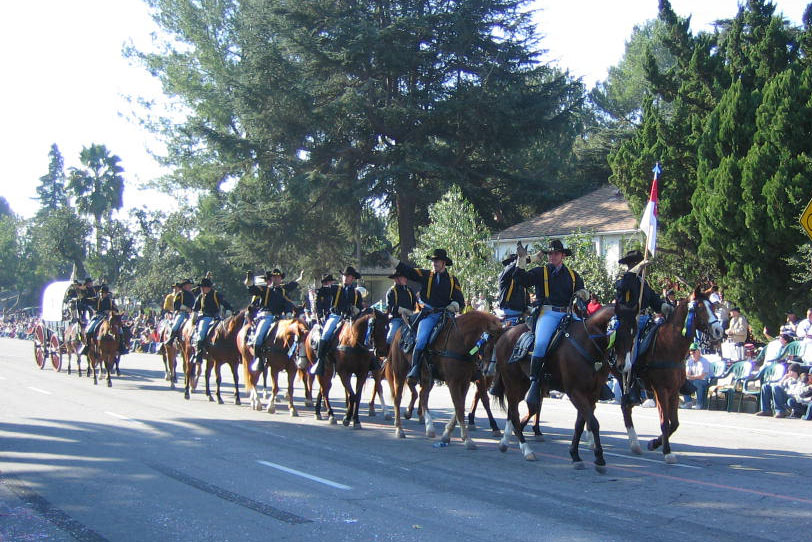
2007年出演時のアメリカ陸軍第1騎兵師団

ローズ・パレード開始当初から馬が登場している。何千もの騎手がコロラド通りを通る。年々規模は大きくなり、毎年初参加者を迎えている。
パレード前にLos Angeles Equestrian Center でEquestfest が開催され、馬術の技能が披露される。アメリカ陸軍の第1騎兵師団のクライデスデイルズ、南カリフォルニア大学のマスコットTraveler、Sons and Daughters of the Reel West、カリフォルニア州消防協会などが出演する。ボブ・ユーバンクスとショーン・パーが司会を務める。
カウボーイのモンティ・モンタナは1998年に亡くなるまでの毎年、計60回以上出演していた。

## バンド
1964年の76回までは国内団体のみ参加していたが、1965年(演奏は1966年1月1日)に日本より天理高等学校吹奏楽部が海外から初めて招聘されて以降、世界中からマーチング・バンドが招聘されている。そのほとんどがそれぞれの国内の高等学校、大学、組織のトップのマーチング・バンドである。
Pasadena City College のランサー・マーチング・バンド、Arcadia High School、秋に行なわれるオーディションで選ばれた南カリフォルニア中のカラー・ガードが毎年出演する。The Tournament of Roses Honor Band は人気のポジションであり、カリフォルニア州全域の学生演奏家の中から選ばれる。ローズ・クイーンのフロート車の直前にファンファーレを演奏するHerald Trumpets として、オーディションにより9名の高校生のトランペット奏者、およびスネア・ドラム奏者が選ばれる。
2校の大学マーチング・バンドは招聘によるものである。彼らは大学やカンファレンスのフロート車に同行することが多い。
出演バンド常連を以下に示す:
- 大学バンドおよびカリフォルニア州全土の高校選抜バンドで構成されるPasadena City College による公式Tournament of Roses Honor Band[13]
- ロサンゼルス統一学区All District High School Honor Band
- 地区内外の救世軍演奏者で構成されるSalvation Army Tournament of Roses Marching Band
- アメリカ海兵隊West Coast Composite Band

1998年、ニュージャージー州Sewell のWashington Township High School Minutemen Marching Band はローズ・パレード史上初めてバンドに生花を施した。
パレード出演バンドはパレード以外にPasadena City College のRobinson Stadium で行なわれるBandfest に2日間3公演に出演する。通常12月29日と30日(2011年は12月30日と31日)に行なわれる。2014年は20団体が出演。

### 日本からの出演
- 1966年：天理高等学校吹奏楽部　日本も含め、海外からの初めての参加
- 1981年：関東学院マーチングバンド
- 1987年：能登青少年吹奏楽団　／NOTO YOUTH MARCHING & SYMPHONIC BAND (Suzu Vocational High School)
- 1989年：関東学院マーチングバンド
- 1990年：天理教ハイスクールバンド（天理高等学校吹奏楽部と天理教校附属高等学校【現在の天理教校学園高等学校マーチングバンド】の合同バンド）
- 1991年：品川女子学院
- 1993年：大阪府高等学校選抜マーチングバンド
- 1994年：武蔵野中学高等学校マーチングバンド部
- 1995年：明浄学院高等学校吹奏楽部
- 1996年：沖縄県立西原高等学校マーチングバンド部
- 2000年：柏市立柏高等学校吹奏楽部
- 2003年：全滋賀県高等学校マーチングバンド
- 2006年：精華女子高等学校吹奏楽部
- 2008年：兵庫県立明石北高等学校グリーンバンド／Akashikita High School Green Band
- 2010年：関西選抜グリーンバンド／Kansai Honor Green Band[15]
- 2011年：北日本選抜グリーンバンド／North Japan Honor Green Band
- 2012年：京都橘高等学校グリーンバンド[16]／Kyoto Tachibana High School Green Band
- 2013年：出雲選抜グリーンバンド／All Izumo Honor Green Band
- 2014年：愛知県立名古屋南高等学校グリーンバンド／Nagoyaminami High School Green Band
- 2015年：郡山選抜グリーンバンド／Koriyama Honor Green Band
- 2016年：東邦高等学校グリーンバンド／Toho High School Green Band
- 2017年：岐阜県立岐阜商業高等学校グリーンバンド／Gifu Shogyo High School Green Band
- 2018年：京都橘高等学校グリーンバンド／Kyoto Tachibana High School Green Band
- 2019年：出雲選抜グリーンバンド／All Izumo Honor Green Band
- 2020年：日本選抜グリーンバンド／Japan Honor Green Band
- 2021年：開催中止
- 2022年：聖ウルスラ学院英智高等学校に内定していたが出場辞退
- 2023年：岐阜選抜グリーンバンド／Gifu Honor Green Band
- 2024年：東邦高等学校グリーンバンド／Toho High School Green Band
- 2025年：京都橘高等学校グリーンバンド／Kyoto Tachibana High School Green Band
- 2026年：箕面自由学園高等学校「ゴールデンベアーズ」グリーンバンド／Mino Jiyu Gakuen “Golden Bears” Green Band（内定）[17]

## テーマ
新しい代表者となってからパレードに毎回テーマを設けることとなった。ほとんどのフロート車がそのテーマに沿ったものとなっている。
2013年1月17日、R・スコット・ジェンキンスはPasadena Tournament of Roses Association の代表者となった。第125回ローズ・パレードおよび第100回ローズ・ボウルのテーマは『Dreams Come True 』と発表した。

## グランド・マーシャル
パレードの大トリであるグランド・マーシャルは主催者によって選ばれる栄誉あるポジションである。主催者によって選ばれたテーマに沿った人物が主に選ばれる。

### 主なグランド・マーシャル
- 1933年、メアリー・ピックフォード(ローズ・パレード史上初の女性グランド・マーシャル)
- 1935年、ハロルド・ロイド
- 1938年、レオ・キャリロ
- 1947年、1969年、ボブ・ホープ
- 1966年、ウォルト・ディズニー
- 1973年、ジョン・ウェイン
- 2009年、クロリス・リーチマン(女優。ローズ・パレード史上10人目の女性グランド・マーシャル。)
- 2010年、チェズレイ・サレンバーガー(パイロット)
- 2011年、ポーラ・ディーン(フード・ネットワークのスター)[19]
- 2012年、J・R・マーティネス
- 2013年、ジェーン・グドール[20]
- 2014年、ヴィン・スカリー

### 複数回出演したグランド・マーシャル
- シャーリー・テンプル、1939年、1989年、1999年
- チャールズ・ダジェット、1900年、1901年、1914年
- ドワイト・D・アイゼンハワー、1951年、1964年 (ただし1951年はロバート・S・グレイ伍長が彼の代役を務めた)
- ボブ・ホープ、1947年、1969年
- リチャード・ニクソン、1953年、1960年
- C・C・レイノルズ、1902年、1903年
- Dr.フランシス・F・ロウランド、1890年、1892年、1894年、1904年、1905年、1910年、1916年
- Dr.ラルフ・スキレン、1907年、1908年、1911年
- エドウィン・スターンズ、1896年、1897年
- マーティン・H・ウエイト、1898年、1899年
- アール・ウォーレン、1943年、1955年

## クイーンおよびロイヤル・コート
毎年9月下旬から10月上旬、17歳から21歳までのパサデナ地域の少女からクイーン1名およびロイヤル・コート6名が選ばれる。毎年1,000人以上の少女が応募する。合格者はパレードのフロート車に乗る以外に、パレードの宣伝活動の義務を負う。この宣伝活動は150回以上に及ぶ。彼女達には通常奨学金および衣裳が与えられる。2005年の受賞者にはミキモトの真珠のネックレスが与えられた。10月から1月の活動期間中、彼女達は週に数回、数時間しか通学できない。2000年のクイーンには『One Tree Hill』のソフィア・ブッシュが選ばれた。
2013年10月24日、2014年のクイーンにPolytechnic School のAna Marie Acosta、ロイヤル・コートにPasadena City College のSarah Hansen、Pasadena High School のKayla Johnson-Granberry、La Salle High School のJamie Kwong、La Cañada High School のKatherine Lipp、San Marino High School のElyssia Widjaja、La Cañada High School のElizabeth Woolf が選ばれた。

## 観客
近年、観客数はテレビ画面を通じ、主催者およびPasadena Police Department などにより計算される。調査結果はカリフォルニア大学ロサンゼルス校のUCLA Anderson School of Management により南カリフォルニアの経済への影響の研究に使用される。『ロサンゼルス・タイムズ』紙は1980年の調査で、実際の観客は毎年発表される数の60%程度と主張している。
- 1890年 - 2,000名
- 2002年 - 800,000名 (2001年9月11日のアメリカ同時多発テロ事件の影響で減少した)
- 2004年 - (1,000,000名)
- 2009年 - 700,000名 (パレード期間中のパサデナ訪問者は1,000,000名.)
- 2011年 - 700,000名
- 2012年 - 700,000名 (世界中で7,000万名がテレビで視聴).
- 2013年 - 700,000名

## テレビ
パレードはABC、NBC、ユニビジョン(スペイン語)、HGTV、Hallmark Channel、RFD-TV、KTLA で放送される。後者3局では中断なく放送され、またKTLAではパレード終了後にはコマーシャルを挟みつつ1日中放送される。2009年、シカゴのWGN-TV では同じTribune Broadcasting の中断なしのKTLA版を放送した。2005年までCBS、1949年から1995年までKTTVでも放送されていた。パレード公式放送局はABCで、姉妹局のESPNがローズ・ボウルを放送している。
- 1947年、KTLAにて初のテレビ放送。
- 1954年、NBCにより初めてNTSCカラーテレビで放送された[23]。
- 2009年、20ヶ国語で217カ国(うち79カ国が生放送)で放送された。
- 2009年、パレード期間中の公式ウエブサイト閲覧者は150カ国の約1,300万人。
- 2010年、127カ国で放送された。
- 2011年、全米で約4,700万人、世界で約2,800万人がテレビで視聴した。
- 2013年、アメリカではWatchESPN、他の国ではライヴ・イベント・プレイヤーを通じ、Xbox Liveで放送された。

## ボランティア

### リーダーシップ
毎年、翌年1月のパレードのテーマが発表され、年内にグランド・マーシャルが発表される。テーマが発表されてからフロート車が製作されることとなっている。ローズ・ボウル参加マーチング・バンドは開催4週間前に発表されるのに対し、パレード参加バンドは年内に発表される。2005年、Libby Evans Wright が協会初の女性代表となった。
Pasadena Tournament of Roses はexecutive director を任命する。2000年、John M. (Mitch) Dorger をCEOとして任命したが、2010年、『ロサンゼルス・タイムズ』紙の元重役のP. Scott McKibben に変更した。しかし彼は2011年9月8日、個人的理由により辞任し、COOのWilliam B. Flinn が暫定的にexecutive director となった。
2012年3月1日、William B. Flinn が正式にexecutive director となった。

### オペレーションおよびパレード
パレードは大規模イベントのため、毎年7.42年間に相当するのべ65,000時間かけて準備をする。協会には34団体および約50名の学生大使などからなる935名が加盟している。
協会の任務を以下に示す:
- パレード出演者の選定
- フロート車の安全性の検査
- パレードの装置の組み立て
- パサデナの路上のパレードの誘導
- 元日の観光客の案内
- パレード観覧客および報道機関への案内
- 組織のプレゼンテーション
- ローズ・ボウル(およびパサデナで行なわれる場合のBCSナショナル・チャンピオンシップ・ゲーム)の装置の管理

パレード開催中、多くのメンバーが白いスーツ、赤いタイ、名札、会員ピン、公式リボンを着用しなくてはならない。このためボランティアは「White Suiters (白いスーツを着た人々、の意)」と呼ばれる。毎年12月、サンガブリエル・バレー中で「ToR」というナンバープレートのついた白い車が何台も走る。これらの車はアメリカ・ホンダにより寄贈され、主催重役が乗車する。
毎年San Gabriel Valley Council のEagle Scout の栄誉隊、Girl Scouts Greater Los Angeles のアルカディア県隊のGold Award のThe Tournament Troop からパレード横断幕を持つ役目が選ばれる。35年前から毎年100名以上のスカウトが参加している。
1968年から2005年まで、Tournament of Roses Radio Amateurs (TORRA)がアマチュア無線を通じて音声および動画をパレード職員に送信していた。TORRAの300名以上のアマチュア無線家がパレード沿いのAmateur television および2-way ham radios を備えたいくつかのアマチュア無線局から送信していた。バイクおよび歩行者用のポータブル・カメラなどもいくつか使用された。技術の進化により、携帯電話などを使用することになったため、TORRAの役目は終わった。
12月26日からパレード当日までの「デコ・ウィーク」と呼ばれる期間、何千人ものボランティアがフロート車に花や実を装飾する。1度参加した者の多くはまた翌年以降も参加するようになり、この近くで寝泊りする。

## 天候
2006年1月2日(1月1日が日曜だったため翌日に順延)のパレードでは風速45 mph (72 km/h)、降水5インチ (130 mm)が予測された。天気予報は的中し、51年続いた晴天記録が破られた。パレードの間中、豪雨が降り続いた。早朝、Tournament House にて主催代表、グランド・マーシャル、実行委員会は審議を重ねた。パレードの沿道の観客達はパレード中止か延期を噂したが、悪天候に関わらず決行されることとなった。観客数も少なく、テレビ視聴率も低かった。いくつかのフロート車はパレード終点までなんとか持ちこたえた。

## 関連行事
- 2013年9月27日、Royal Ball
- 2013年10月24日、Coronation Ceremony
- 2013年12月8日、Selection Sunday[27]
- 2013年12月、Lawry's Beef Bow
- 2013年12月28日〜31日、Decorating Places (for float viewing), various "barns"
- 2013年12月29日、Equestfest, Los Angeles Equestrian Center
- 2013年12月29日、30日、Bandfest, Pasadena City College
- 2013年12月30日、Hall of Fame ceremony, Pasadena Convention Center
- 2013年12月31日、Kickoff Luncheon, Rose Bowl
- 2014年1月1日、Rose Bowl Game Public Tailgate
- 2014年1月1日、2日、Post Parade (for float viewing), Washington and Sierra Madre Boulevards
- 2014年1月1日、2014 Rose Bowl Game

## 特記事項
- 1922年1月2日、この年初めて1月1日ではない日にパレードが行なわれた。
- 2002年1月3日、マイアミ大学対ネブラスカ大学リンカーン校のBCSナショナル・チャンピオンシップを主催することとなり、パレードとローズ・ボウルが別々の日に行なわれた。

## 関連事項
- Cavalcade
- Doo Dah Parade
- Employers Group - ロース・パレードの先駆者を創立した商工組合
- Portland Rose Festival
- Procession
- ローズボウル
- ローズボウル (競技場)

### フロート車製作会社
- Artistic Entertainment Services (formerly Festival Artists Worldwide)
- Fiesta Parade Floats
- Paradiso Parade Floats
- Phoenix Decorating Co.

### 自身でフロート車を製作する組織
- Burbank Tournament of Roses Association
- Downey Rose Float Association
- La Canada Flintridge Rose Float Association
- South Pasadena Rose Float Association
- Cal Poly Universities Rose Float (Pomona web site)
- Cal Poly Universities Rose Float (San Luis Obispo web site)